# Auditorium Maximum
L'Auditorium Maximum è un edificio classicista situato nel campus dell'Università di Varsavia, in Polonia.

## Storia
L'Auditorium Maximum è stato costruito negli anni Trenta su progetto dell'architetto Franciszek Eychorn. Durante la seconda guerra mondiale l'edificio fu occupato e adibito a deposito di armamenti dai tedeschi. L'edificio subì ingenti danni durante la guerra. Tra il 1951 e il 1955 l'edificio fu ricostruito. Nel 2007 l'edificio è stato oggetto di ampi lavori di ristrutturazione, facenti parte dei progetti di ristrutturazione dell'intero campus.